# Richard Gerken
Richard Gerken (* 19. März 1900 in Bomlitz; † 1975) war von 1957 bis 1964 der Leiter der Abteilung Spionageabwehr im Bundesamt für Verfassungsschutz und Publizist nachrichtendienstlicher Sachverhalte.
Gerken trat zum 1. Mai 1933 der NSDAP bei (Mitgliedsnummer 3.261.127) und arbeitete im Spionageapparat der NS-Diktatur. Er gehörte als Hauptmann zur militärischen Abwehr unter Wilhelm Canaris. In Münster (Westfalen) war er 1939 bei der Abwehrstelle VI, Bereich II/F, übernahm den Meldekopf Nord in Meppen und leitete Anfang 1944 das Frontaufklärungskommando 213. Diese Einheiten der militärischen Abwehr rekrutierten und führten militärische Formationen, die aus Kriegsgefangenen oder Kollaboratoren zusammengestellt waren. Hier war er zuständig für Sabotage und Zersetzung, darunter Aktionen in Italien und Marokko. In den besetzten Niederlanden hatte er mit der Verfolgung von Widerstandskämpfern zu tun. Sein höchster Dienstgrad in dieser Zeit war Oberstleutnant. Spätestens um 1944 muss er Mitglied der SS geworden sein. Denn um die Jahreswende 1944/45 wechselte er als SS-Hauptsturmführer in das Amt IV (Gegnerforschung und -bekämpfung/Gestapo) des Reichssicherheitshauptamtes (RSHA) und war in der Abteilung IV A 1, unter Friedrich Panzinger eingesetzt. Mit der Umstrukturierung dieses Arbeitsbereiches 1944 lag der Schwerpunkt bei der Enttarnung von Kommissaren unter den Gefangenen der Roten Armee sowie der Sichtung einsatzwilliger Kriegsgefangener. Gerkens Einsatz dort erfolgte, weil er als Experte für die Sowjetunion galt und Panzinger durch sein wiederholtes Kommando in den Einsatzgruppen des SD und der Sicherheitspolizei den Aufgabenbereich der Gruppe A 1 auf die Klientel der Kriegsgefangenen ausgedehnt hatte. Im Mai 1945 geriet Gerken in britische Gefangenschaft und stellte sein Wissen zur Verfügung.
Seit 1948 arbeitete Gerken wieder auf nachrichtendienstlichem Gebiet. Zuerst war er als Ermittler der noch inoffiziell tätigen Informationsstelle im Land Nordrhein-Westfalen eingesetzt. In den dienstlichen Dokumentationen dieser Stelle wurde er als „Kriminaldirektor“ a. D. und als „Oberstleutnant“ a. D. geführt. Sein Vorgesetzter war hier der "Staatskommissar gegen Korruption und Mißwirtschaft" Werner Jacobi. Mitte 1949 war Gerken im Informationsamt in Düsseldorf für die Nachrichtenbeschaffung zuständig. Spätestens im August 1949 nahm dieser Inlandsnachrichtendienst, der vom Würzburger Polizeipräsidenten Dr. Hans Stammler geführt wurde seine Arbeit auf. Für diesen Dienst rekrutierte Gerken ehemalige Offiziere mit NS-Vergangenheit. Im Februar 1950 wurde er wegen Verschweigens seiner NSDAP-Mitgliedschaft durch Fritz Tejessy entlassen. Er wechselte in das Niedersächsische Innenministerium in Hannover und wurde 1952 Abteilungsleiter beim Bundesamt für Verfassungsschutz, zuerst für Beschaffung bis 1957, dann für die Spionageabwehr. Er ging dort 1964 als Leitender Regierungsdirektor in den Ruhestand. Er verfügte durch die von ihm verwaltete und nur durch den Präsidenten des Bundesrechnungshofs kontrollierte „Titelgruppe 300“ über sechsstellige Beträge für besondere Zwecke. Die Anstellung NS-belasteter Mitarbeiter erfolgte über Tarnfirmen und -vereine. Sein System der „Freien Mitarbeiter“, die er teilweise aus alten SS-Kreisen gewonnen hatte, wurde von den Präsidenten Otto John und Hubert Schrübbers toleriert und von Vizepräsident Albert Radke befördert, weil es, nach dessen Auffassung zu beachtlichen Erfolgen in der Spionageabwehr führe. Anlässlich eines Skandals 1963 nahm die Öffentlichkeit Notiz von der Wiederbeschäftigung dieser Täter, aber erst 1967 waren alle aus dem Dienst entfernt.

## Schriften
- Spione unter uns – Methoden und Praktiken der Roten Geheimdienste nach amtlichen Quellen, Auer Donauwörth 1965
- Spion in Bonn. Der Fall Frenzel und andere, Auer, Donauwörth 1964